# Boechera depauperata
Boechera depauperata är en korsblommig växtart som först beskrevs av Aven Nelson och P.B. Kennedy, och fick sitt nu gällande namn av Windham och Al-shehbaz. Boechera depauperata ingår i släktet indiantravar, och familjen korsblommiga växter. Inga underarter finns listade i Catalogue of Life.